# 1970 no Brasil
Esta é uma cronologia dos fatos acontecimentos de ano 1970 no Brasil.

## Incumbente
- Presidente do Brasil -  Emílio Garrastazu Médici (30 de outubro de 1969 - 15 de março de 1974)

## Eventos
- 26 de janeiro: Após entrevista polêmica da atriz Leila Diniz ao Pasquim, o governo assina o Decreto-Lei Nº 1.077/1970, que censurava material subversivo à moral e aos bons costumes.[1][2]
- 11 de março: O cônsul japonês Nobuo Okuchi é sequestrado por integrantes da Vanguarda Popular Revolucionária (VPR) em São Paulo.[3]
- 14 de março: Cinco presos políticos são soltos em troca da libertação do cônsul japonês.[4]
- 15 de março: O cônsul japonês Nobuo Okuchi é libertado no começo da noite, 97 horas e 45 minutos depois de ter sido sequestrado.[5]
- 25 de março: Presidente Emílio Garrastazu Médici assina o decreto-lei que dispõe sobre a ampliação do mar territorial brasileiro de 12 para 200 milhas marítimas.[6]
- 11 de junho: O embaixador da Alemanha Ocidental no Brasil, Ehrenfried von Holleben, é sequestrado no Rio de Janeiro.[7]
- 21 de junho: A Seleção Brasileira conquista o terceiro título da Copa do Mundo de Futebol, derrotando a Itália por 4 a 1 no Estádio Azteca, na Cidade de México, no México.[8]
- 1 de julho: Quatro membros da VPR tentam sem sucesso sequestrar um avião da Cruzeiro do Sul com 34 passageiros e 7 tripulantes a bordo.[9]
- 31 de julho: O cônsul brasileiro Aloísio Mares Dias Gomide é sequestrado pelos Tupamaros, a organização de guerrilha urbana uruguaia, em Montevidéu, Uruguai.[10]
- 15 de novembro: São realizadas as eleições gerais para senador, deputados federal e estadual, prefeito e vereador.[11]
- 30 de Setembro : Fim da TV Excelsior devido à problemas financeiros e relações conturbadas com o Governo Militar Brasileiro
- 7 de dezembro: O embaixador da Suíça no Brasil, Giovanni Enrico Bucher, é sequestrado por um grupo de militantes da Aliança Libertadora Nacional, no Rio de Janeiro.[12]

## Nascimentos
- 1 de janeiro: João Miguel, ator, roteirista e diretor.
- 9 de janeiro: Axel Rodrigues de Arruda, futebolista.
- 10 de janeiro: Salgadinho, cantor e compositor.
- 17 de janeiro: Cássio Alves de Barros, ex-futebolista.
- 20 de janeiro: Andrucha Waddington, diretor, produtor de cinema e roteirista.
- 9 de abril: Chorão, cantor (m. 2013).
- 12 de abril: Elmano de Freitas, político.
- 18 de abril: Patrícia Bastos, cantora.
- 22 de abril: Mano Brown, rapper.
- 7 de junho: Cafu, ex-futebolista brasileiro, capitão da seleção brasileira na Copa do Mundo de 2002.
- 8 de junho: Seu Jorge, cantor.
- 12 de junho: Rodrigo Maia, político.
- 25 de julho: Guilherme Briggs, dublador.
- 11 de agosto, Daniella Perez, atriz (m. 1992)
- 30 de agosto: Carla Visi, cantora.
- 18 de setembro: Frank Aguiar, cantor e político.
- 29 de novembro: Bruno Garcia, ator.